# 田名部館
田名部館（たなぶだて）は、青森県むつ市小川町にあった日本の城。中世から近世の平山城で、二重の空堀が遺構として残っている。館跡は代官山公園として整備されている。

## 沿革
建武年間（1334年-1338年）の頃、八戸根城の南部師行が家臣の武田修理、赤目五郎を目代として置いたところといわれる。
康正年間（1455年-1457年）、蠣崎城主・蠣崎信純（蠣崎蔵人）が南部氏に背いた際、糠部郡宇曾利郷（下北半島）が蠣崎氏の配下になったため、田名部館も南部氏の攻撃を受けた（蠣崎蔵人の乱）。
乱後に根城（八戸）南部氏家臣・新田盛政が城代となり、その後、八戸氏の属城となる。また慶長年間（1596-1615年）に八戸直政の室、清心尼が田名部北方の女館にいたが、元和3年（1617年）に南部利直が根城南部氏から下北の支配権を接収した。
寛文9年（1672年）のころ、館下の常念寺を代官所としていたが、寛文13年（1673年）頃に、館のある場所に田名部代官所が移されて明治に至る。
戊辰の役後、明治元年（1868年）、南部藩の北郡、三戸郡、二戸郡金田一以北は削封され、翌2年（1869年）、陸奧国3万石として会津藩が移封し斗南藩として田名部に移ったが、明治4年（1871年）に廃藩となった。

## 参考資料
- 『岩手県史 第12巻 年表』岩手県、1966年11月1日。
- むつ市史編さん委員会『むつ市史 近世編』青森県むつ市、1988年3月31日。
- むつ市史編さん委員会『むつ市史 年表編』青森県むつ市、1988年2月20日。
- 工藤睦男『大畑町史』青森県下北郡大畑町（現むつ市）、1992年2月1日。
- 児玉幸多、坪井清足『日本城郭大系 第2巻 青森・岩手・秋田』新人物往来社、1980年7月15日。
- 「角川日本地名大辞典」編纂委員会『角川日本地名大辞典2 青森県』角川書店、1985年12月1日。ISBN 4040010205。